# Возвращение Суперфлая
«Возвращение Суперфлая» (англ. The Return of Superfly) — американский боевик 1990 года. Продолжение фильмов «Суперфлай» (1972) и «Возвращение Суперфлая» (1973). Режиссёром фильма стал продюсер обеих предыдущих частей Сиг Шор. В создании фильма не принимал участие исполнитель главной роли в обоих прошлых фильмах и режиссёр «Возвращение Суперфлая» 1973 года Рон О’Нил. Роль Приста досталась телевизионному актёру Нэйтану Парди.
Фильм получил в основном негативные оценки.

## Сюжет
После многолетнего отсутствия, завязавший с преступной деятельностью Прист возвращается из Парижа в Нью-Йорк чтобы найти ответственных за убийство его старого друга Эдди. В аэропорту его задерживает наркополиция, предлагая выбор между сроком за старые преступления и работой под прикрытием для уничтожения нового наркобарона Гектора, подминающего под себя город. Прист отклоняет предложение и решает разобраться своими силами. Тем временем, Гектор узнаёт о прибытии Приста и о его аресте и посылает своих людей убить репатрианта. После убийства новой подружки Приста поджидавшими его самого киллерами, он понимает что законными путями Гектора не победить и объединившись с другом Эдди Вилли, специалистом по оружию и взрывчатке, начинает свою войну.

## Актёры
| Актёр             | Роль               |
| ----------------- | ------------------ |
| Нэйтан Парди      | Прист              |
| Маргарет Эйвери   | Франсин            |
| Леонард Л. Томас  | Джоуи              |
| Кристофер Карри   | Том Перкинс        |
| Карлос Карраско   | Гектор             |
| Сэмюэл Л. Джексон | Нэйт Кэбот         |
| Луис Рамос        | Мануэль            |
| Кирк Тейлор       | Ренальдо           |
| Дэвид Грох        | инспектор Волински |
| Тайко Уэллс       | Вилли              |
| Дэвид Вейнберг    | офицер ОБН         |

## Саундтрек
Саундтрек был выпущен 13 августа 1990 года на лейбле Capitol Records и содержал песни Кёртиса Мэйфилда, а также различных исполнителей хип-хопа. Заглавная песня фильма «Superfly 1990» была исполнена Мэйфилдом совместно с Айсом-Ти. Саундтрек не приблизился к такому успеху, какой имел саундтрек первого Суперфлая, написанный также Мэйфилдом, и занял лишь 72 место в чарте Billboard Top R&B/Hip-Hop Albums.

## Список композиций
1. «Superfly 1990» — 4:39 (Curtis Mayfield & Ice-T)
2. «Eazy Street» — 4:28 (Eazy-E)
3. «Cheeba Cheeba» — 6:06 (Tone Lōc)
4. «Funky in the Joint» — 3:51 (Mellow Man Ace)
5. «On the Real Tip» — 5:36 (Def Jef)
6. «Showdown» — 4:24 (Curtis Mayfield)
7. «Forbidden» — 4:31 (Curtis Mayfield)
8. «Take You Home» — 4:18 (King Tee)
9. «There’s A Riot Jumpin' Off» — 4:24 (Uzi Bros.)
10. «Somethin' Like This» — 3:37 (Capital Punishment Organization)
11. «Superfly 1990» (Hip Hop Instrumental) — 4:15 (Curtis Mayfield)
12. «For the Love of You» — 4:00 (Curtis Mayfield)